# Zip-Zip (editora)
Zip-Zip é uma editora discográfica de Portugal. Foi associada inicialmente ao programa televisivo Zip-Zip, de 1969.

## História
Lançou vários nomes que passaram no programa com o disco "O Último Zip". A canção Pedra Filosofal, de Manuel Freire, e Ixi Ami (Minha Terra), de Ruy Mingas, foram alguns dos lançamentos da editora, que também lançou vários discos de Raul Solnado.
A editora envolveu-se também na chamada "guerra de etiquetas" que tornou polémico e popular o Festival RTP da Canção. Em 1971 conseguiram a vitória no Festival RTP com "Menina" de Tonicha.
Mais tarde associou-se à editora Sasseti.
Os direitos das gravações estão agora na posse da CNM - Companhia Nacional de Música depois de terem estado com a editora Strauss.

## Artistas
Alguns artistas que gravaram na etiqueta:
- Carlos Bastos
- Lenita Gentil
- José Barata Moura
- Carlos Alberto Moniz e Maria do Amparo
- José Manuel Osório
- José Jorge Letria
- Francisco Fanhais
- Jorge Palma
- Luisa Basto
- Manuel Freire
- Rita Olivais
- Xahranga
- Baptista-Bastos
- Efe 5
- Lídia Rita
- Tonicha
- Raul Solnado
- Ruy Mingas
- Intróito
- Hugo Maia de Loureiro
- José Cheta
- Fernando Tordo
- O Controle
- Improviso
- Fernando Rebocho Lima

## Edições internacionais
- Vários singles de Adriano Celentano,  Dalida,  Sheila,  Mina,  Lee Lynch,  Oliver, Julie Rogers, entre muitos outros. Dalida tem vários singles tanto nesta editora como na Discófilo (ditora criada por Tonicha e Ary dos Santos).

Álbuns de Pi De La Serra ("No Olympia", 1975) e Eugénio Finardi ("Dal Blu", 1983). Em 1983 apareceu o logo do Zip-zip no single de Remedios Amaya com que ela participou no Festival da Eurovisão desse ano.

## Discografia

### Singles
- 30.001/S - Pedra Filosofal/Menina dos Olhos Tristes - Manuel Freire - 1970
- 30.002/S - Muadiakimi / Birin Birin - Ruy Mingas
- 30.003/S - Vietnam / Superstar - Mike McGill - 1971
- 30.004/S - Cantiga Por Luciana/Minha Infância - Ruy Mingas - 1970
- 30.005/S - Verdes Trigais / Corre Nina - Quarteto Introito - 1970
- 30.006/S - Canção de Madrugar / Canção de Amanhecer - Hugo Maia de Loureiro
- 30.007/S - Es Preferible / El Meson Del Gitano - Raul Solnado - 1970
- 30.008/S - Il Primo Passo  / Sentimentale - Tihm
- 30.009/S - Banda Sonora do filme "A Passagem" - Paulo Gil - 1971
- 30.010/S - Le Rossignol Et La Rose / Les Mains Plaines D'Amour - Jean-Paul Cara - 1971
- 30.011/S - Paint It Black / Rock´n Roll Man - Jody Grind
- 30.012/S - Palavras Abertas/Há-de Nascer Uma Rosa - Introito - 1971
- 30.013/S - Rosa, Roseira/Na Face do Canto - Efe 5 - 1971
- 30.014/S - Menina do Alto da Serra / Mulher - Tonicha - 1971
- 30.015/S - Crónica De Um Dia / Semi-Dito - Hugo Maia de Loureiro - 1971
- 30.016/S - Pomme, Pomme, Pomme - Monique Melsen - 1971
- 30.017/S - If You Hold My Hand / I Made My Bed - Donna Hightower - 1971
- 30.018/S - Pedro Só/Pelo Caminho - Manuel Freire - 1972
- 30.020/S - Pare, Escute e Olhe/Arte Poética - José Jorge Letria - 1971
- 30.021/S - La fete Au Village / pour Une Marionette - Monty
- 30.022/S - Les Rois Mages / Une femme - Sheila
- 30.023/S - Comme J'ai Toujours Envie D'aimer / Le Tapis Magique ‎- Marc amilton
- 30.024/S - Daremos As Mãos/Canção Certeza - Carlos Alberto Moniz - 1971
- 30.026/S - Mammy Blue/Une Jeunesse - Dalida
- 30.027/S - Avec Le temps / Monsieur L'Amour - Dalida
- 30.028/S - Hand In Hand / Show Me - Monique Melsen
- 30.030/S - Rodas / Há Sete Anos Por Esta Hora - Victor Manuel
- 30.031/S - Baleizão/Lira - Efe 5
- 30.032/S - Fado Fadinho - Raul Solnado
- 30.033/S - Rien Qu'Un Homme De Plus / Mais Il Y A L'Accordeon - Dalida - 1973
- 30.034/S - Parle Plus Bas / Il Faut Du Temps - Dalida - 1973
- 30.036/S - Poema da Farra / Makesu - Ruy Mingas
- 30.037/S - Jesus Kitsch / Ma Melodie - Dalida
- 30.038/S - Rien Qu'un Homme De Plus/Mais Il Y a L’Accordeon - Dalida
- 30.039/S - Paroles... Paroles/Pour Ne Pas Vivre Seul - Dalida/Alain Delon
- 30.040/S - Manuel Poliglota/Hey Jude - Carlos Bastos
- 30.041/S - Cantiga / Trovas de Gente Viva - Improviso (Carlos Alberto Moniz /Manuel José Soares/ Ana Teodósio / Maria do Amparo) - 1973
- 30.042/S - Temas Populares Dos Açores (Olhos Pretos / Ladrão) - Carlos Alberto Moniz/Maria do Amparo
- 30.043/S - Acid Nightmare/Wish Me Luck - Xarhanga - 1973
- 30.045/S - Pascale Petit
- 30.046/S - Vamos Brincar À Caridadezinha/Produção - José Barata Moura - 1973
- 30.047/S - Great Goat/Smashing Life (in a city)  - Xarhanga - 1973
- 30.048/S - Folclore Da Guiné ‎- Djôrçon
- 30.049/S - Companheiros - José Cheta
- 30.052/S - Portugal Ressuscitado/In-Memoriam/Canção Combate - Grupo In-clave/Fernando Tordo/Tonicha - 1974
- 30.053/S - Obrigado Soldadinho/Já chegou a Liberdade - Tonicha - 1974
- 30.054/S - A Mim Não Me Enganas Tu / Filha De Pedra E Mar - Carlos Alberto Moniz/Maria do Amparo
- 30.056/S - O Preto No Branco/Tanto Me Faz - Tonicha
- 30.057/S - Cai-Cai/Dueto A Uma Voz -  Fernando Tordo
- 30.059/S - Há-de Haver Bagos De Sol / Os Tiranos/Pagas Outra Vez / Mercenário - Álvaro Oliveira
- 30.060/S - Tirano Vem Tirano Vai - Fernando Girão
- 30.061/S - Canto da Primavera/Os Novos Pobres - Tonicha - 1974
- 30.062/S - Anima Mia / Ta Femme - Dalida
- 30.063/S - O Emprego/A Língua Portuguesa - Fernando Tordo
- 30.064/S - Avante/Hino da Juventude Democrática - Luisa Basto
- 30.066/S - O Pecado Capital/Eu Vos Darei Poemas - Jorge Palma - 1975
- 30.067/S - Viagem (Mulher)/Se... (De Repente) - Jorge Palma  - 1975
- 30.068/S - Fado do Operário Leal/Tango Económico -  Fernando Tordo
- 30.069/G - Daqui O Povo Não Arranca Pé/Companheiro Vasco - Carlos Alberto Moniz/Maria do Amparo
- 30.070/S - De Pé, Ó Companheiro/Esperar Por Ti - Luisa Basto
- 30.071/S - Meu Amor Foi A Lisboa/Riscadinho P'ra Aventais - Tonicha
- 30.073/S - O Anjinho - Francisco Nicholson
- 30.074/S - Cravo Vermelho Ao Peito ‎- José Barata Moura
- 30.075/S - O Chile Vencerá - Grupo Adoque
- 30.078/G - O Camaleão - Manuel José Soares - 1975
- 30.079/D - Ceifa, Ceifeira/Vai Dentro - Carlos Alberto Moniz/Maria do Amparo
- 30.080/0 - Fungagá da Bicharada - José Barata Moura
- O Boato/Pela Revolução - Manuel Jorge Soares
- 30.082 -  Quién Maneja Mi Barca - Remédios Amaya ‎– 1983

### EP's
- 10.001/E - Pauliteiros do Douro/Feia/Urso Ky/Tecto Na Montanha - Filipe de Brito
- 10.002/E - A Linha Não Alinha/Entrevista/Senhor Estou Farto/O Mundo É Muito Mauzinho - Ludgero Clodoaldo - 1970
- 10.003/E - Bidonville / Tu Veux Le Boheur / Mon Enfant Fait Do-Do / Les Vingt Ans - José Barata Moura
- 10.004/E - Fonte de Água Vermelha/Menino Rei/Faina/Rosas e Espinhos - Hugo Maia de Loureiro
- 10.005/E - Vou Dar De Beber À Dor/Recado A Lisboa/Caracóis/Foi Deus - Banda da Incriativa E Recreável Zipense - 1970
- 10.006/E - Flor Serena / Cinzeiro / Um Mundo Novo / Nada Se Perde - O Controle - 1970
- 10.007/E - Sinal do Tempo - Baptista-Bastos - 1971
- 10.008/E - Mendigo [Hóspede / Vento Suão / Anda Madraço / Mendigo] - José Almada - 1971
- 10.009/E - Ar Livre / Barca Bela / O Ribeirinho Não Morre / Andorinhas - Rui Silva
- 10.010/E - Trova-dor - Pedro Barroso
- 10.011/E - Josézito/ A Moda Do Chapéu Ao Lado/Maria Da Conceição / O Menino Das Palhas - Coro Da Universidade De Lisboa
- 10.012/E - Mediterrâneo (Orquestra de Mercator Jr.)
- 10.014/E - Olha a Bola, Manel - José Barata Moura
- 10.015/E - Insieme/Una Mezza Dozzina di Rose/Non Ti Scordar di Me / Roma, Non Fa La Stupida Stasera - Mina
- 10.016/E - Adagio / Ora Che C'E Lei / Amori Miei / Ciao Ragazza... Ciao Città - I Domodossola
- 10.017/E - Cartaxinho/O Homem da Barca/A Tourada/Ribeira Vai Cheia - EFE 5
- 10.018/E - Breve Sumário da História de Deus de Gil Vicente - José Jorge Letria, Pedro Barroso e António Macedo - 1971
- 10.019/E - Andar Ver O Sol/Amanhecer - Lenita Gentil - 1971
- 10.020/E - Ils ont change ma chanson, ma / Diable de temps / darla dirladada - Dalida
- 10.021/E - Andorra/Just The Other Day/Barcos Velhos/Flores Por Pedras - Intróito
- 10.022/E - Dulcineia / Poema da Malta das Naus / Canção/Fala do Velho do Restelo ao Astronauta - Manuel Freire - 1971
- 10.023/E - Solnado No Zip - Fritz / John Silva - Raul Solnado
- 10.024/E - Pois É, P´ra Quê - Lídia Rita
- 10.025/E - Pour Qui Pour Quoi / Si c'etait A Refaire / Lady D'Arbanville - Dalida - 1971
- 10.027/E - Oh Pastor Que Choras/Mendigo II / Vento Irado / Cala Os Olhos Vagabundo - José Almada
- 10.029/E - Botão de Rosa / Bronzília/Construindo o Amanhã / Canto Ao Recordar-te - O Controle - 1972
- 10.030/E - Jesus Bambino / La Rose Que J'aimais / Comment Faire Pour Oublier / Tout Au Plus - Dalida
- 10.031/E - O Aniversário da Tartaruga - Florbela Queirós/Ruy de Carvalho
- 10.032/E - Corpo Renascido / Canção da cidade nova / Porque/Descalça vai para a fonte - Francisco Fanhais
- 10.033/E - Canção Ao Meu Menino / Canção da Terra Estranha/Afagos Afagos/Modos de Cantar - Armando Marta
- 10.034/E - Poema Pena / Rosa de Barro/Manhã Clara - Tonicha
- 10.035/E - Solnado No Zip [O Homem do Emblema / O Ladrão] - Raul Solnado
- 10.036/E - Mamina / Les Choses De L´Amour / Chanter Les Voix - Dalida
- 10.037/E - Mãos Dadas / Fado Sonata do Povo / Canção Para Enganar O Medo/Versos do Povo a Gomes Leal - José Manuel Osório
- 10.038/E - Algumas Histórias Com Juízo - Raul Solnado
- 10.039/E - Estátua Falsa / Canção Para Um Sorriso A Inventar / Soltem-Me As Velas / Canção - Carlos Alberto Moniz
- 10.040/E - Na Rota Dum Sol Azul / Charamba / Chamarrita / Braços - Carlos Alberto Moniz/Maria do Amparo -
- 10.042/E - Sheila
- 10.043/E - Musa / Chama-se / Irsacuá / Os Outros São - Deniz
- 10.044/E - A Cidade das Toninhas/Cantiga de Embalar/Menino Mi/Um Raminho de Natal - Carlos Alberto Moniz/Maria do Amparo
- 10.045/E - Cantos Tradicionais Portugueses de Natal - Júlia Babo /Coro dos Alunos EPFA (escola prep. de francisco arruda)
- 10.046/E - A Última Canção / Colheita / Arraial / 20 Anos - Jorge Palma - 1973
- 10.047/E - Fado Filosófico - Carlos Bastos
- 10/049/E - Cantarei Palavras / Cantiga de Sem Amigo / Caminhada / Amor de Raiz - Rita Olivais
- 10.050/E - Varinas / Rosa da Mouraria / Bucólica / Já Me Deixou - Carlos Barra
- 10.051/E - 3 Novas & 3 Velhas - Carlos Alberto Moniz / Maria do Amparo
- 10.052/E - Joana Come A Papa / Madalena / Era Uma Vez Um Rei / João Pestana - José Barata Moura
- 10.053/E - Ladrão / Olhos Pretos / O Pézinho / Flôr de Laranjeira - Carlos Alberto Moniz/Maria do Amparo
- 10.054/E - Trevo de Maio/Meu Velho Amigo/ Festa de Amor/ Sabor A Despedida - Carlos Alberto Moniz/Maria do Amparo -
- 10.057/E - Gigi L'amour/Vado Via/Il Venait D'avoir Dix Huit Ans - Dalida
- 10.058/E - Monangambé/Quem Tá Gemendo/Adeus À Hora da Partida/Muimbu Ua Sabalu - Ruy Mingas
- 10.059/E - Contos Infantis - José Barata Moura
- 10.060/E - A Banhoca da Rita e do André/Toninho de Lamiré/A Banda do Maestro Pinguim/A Vaca Arnestina Maçaroca - José Barata Moura
- 00.000/0 - Sorrindo/Canção Viva/Meu Camarada E Amigo/Soneto Presente - João Vaz Lopes - 1973

Folclore
- 13/004/E - Beira Litoral - Grupo Típico Cancioneiro de Águeda

### FAD - Zip fado
- FAD-11.001/E - Carta A Um Irmão Brasileiro/Gradeamento/Balada de Fevereiro/Fado Recordado - Fernando Rebocho Lima
- FAD-11.002/E - Recado A Lisboa / Por Morrer Um Andorinha / Timpanas / Bairro Alto - Carlos Bastos
- FAD-11.004/E - Bairro da Lata / Noite/Mensagem/Basta Uma Onda - Fernando Rebocho Lima
- FAD-11.005/E - Eu Vou Ao Minho / Noites Ausentes / Sem Ti / Mar Sombrio - D. Heitor Gil de Vilhena
- FAD-11.008/E - Sangue Na Rua do Mundo/Harpa/Menino Pobre/Versos do Pensamento - Fernando Rebocho Lima

### FMZ - Fama
- 12.001/E - Certos Senhores Crescidos - Mini Pop
- 12.002/E - Mocotó - Edson Guerra e Outros
- 12.003/E - Lying To Love - Laura
- 12.004/E - Conjunto de Guitarras de Jorge Fontes
- 32.015/S - Já Não Queremos Histórias / Mini Pop - Mini Pop

### Álbuns
- ZIP 2001/L - Primeiro Álbum - Vários - 1969
- COM 110 - Manuel Freire - Manuel Freire - 1970
- COM 2003 - Angola / Canções Por Rui Mingas - Rui Mingas
- ZIP 2004/L - Canções da Cidade Nova - Padre Fanhais - 1970
- ZIP 2005/L - António Victorino D'Almeida - António Victorino D'Almeida
- ZIP 2005/L COM 105/L - Gesta - Hugo Maia de Loureiro - 1971
- ZIP 2006/L  O Último Zip - Vários
- ZIP 2007/L - Solnado No Zip [Fritz/O Ladrão/O Espião do Celtic/John Silva/O Homem do Emblema] - Raul Solnado
- ZIP 2008/L - José Barata Moura - José Barata Moura - 1973
- COM 2010/L - De Ontem e de Hoje - Rui Mascarenhas - 1973
- ZIP 2011/L - Vara Larga - Orquestra Típica Scalabitana - 1973/4
- ZIP 2012/L - As Duas Faces de Tonicha - Tonicha - 1974
- ZIP 2013/L - Temas Angolanos - Rui Mingas
- COM 2014/L - Uma Noite No D. Rodrigo - Vários
- COM 2018/L - Cravo Vermelho Ao Peito - José Barata Moura
- ZIP 2020/L - Fungagá da Bicharada - José Barata Moura - 1975
- ZIP 2021/L - A Valsa da Burguesia - José Barata Moura
- ZIP 2022/L - Monangambé e Outras Canções - Ruy Mingas
- ZIP 2023/L - Canções Infantis - José Barata Moura
- COM 104/L - José Almada - José Almada - 1972
- Vol. II - José Barata Moura
- Não, Não Não Me Estendas A Mão - José Almada - 1975
- ZIP 3001/L - Temas Populares Dos Açores - Carlos Alberto Moniz/Maria do Amparo
- ZIP 3004/L - Canta Temas Populares Alentejo Açores - Júlia Babo
- ZIP 3007/L - Exitos Mundiais - Jorge Fontes
- ZIP 3008/L - Temas Populares Portugueses - Carlos Alberto Moniz / Maria do Amparo
- O Passado e O Presente - Manuel Fernandes
- ZIP 5001 - Álbum de Sucessos Zip nº1
- Álbum de Sucessos Zip nº2
- Álbum de Sucessos Zip nº3
- COM 2016/L - Álbum de Sucessos Zip nº4
- COM 1031 - Música Tradicional Portuguesa
- COM 1071 - portuguese folk music n. 2
- COM 107 - Música Tradicional Portuguesa nº 2 - Jorge Fontes / Quim Barreiros